# Autocesta smrti
Autocesta smrti je autocesta između Kuvajta i Basre, na kojoj su američki i kanadski vojni zrakoplovi napali iračku vojsku prilikom njenoga povlačenja, tijekom Zaljevskog rata, u noći između 26 i 27. veljače 1991. godine. 
Zapadni novinski izvještaji nazivaju autocestu i "Autocesta 80" te ona ide od Kuwaita do pograničnih mjesta Abdali (Kuvajt) i Safvan (Irak), a onda do Basre. Autocesta je popravljena tijekom kasnih devedesetih i koristila se u početnoj fazi američke invazije na Irak 2003. godine.
Napadi su se odvijali na dva različita mjesta: na 1,400 vozila na glavnom putu sjeverno od Al Džahre i na oko još 400 vozila na obalnom putu prema Basri. Prvu su kolonu činila uglavnom civilna vozila, a drugu pretežno vojna. Kada su je posjetili novinari, prva kolona je bila duga neprekidna linija oštećenih i napuštenih vozila. Na drugom putu, vozila su uništavana na mnogo širem području u manjim grupama.

## Kontroverze
Postoje sumnje, da je upotreba sile bila pretjerana, da su se iračke snage povlačile i da je kolona uključivala mnogo izbjeglica. Iako nijedan reporter nije bio prisutan tijekom akcije, a medijski izvještaji nisu se pojavili skoro mjesec dana, fotografije snimljene kasnije, pokazale su dramatične scene spaljenih ili uništenih vozila. Grupe za zaštitu ljudskih prava označile su događaj kao ratni zločin velikog intenziteta – namjerno bombardiranje prilikom kojega su irački vojnici u bijegu, bili zaglavljeni u pomahnitaloj prometnoj gužvi. SAD su navodile, da je samo nekoliko iračkih vojnika pronađeno u olupinama.
Druge analize su predložile broj mrtvih od najmanje 800-1000, ali su odbačene brojke spominjale čak 10,000 mrtvih.

## Povijesne paralele
Napad je preslikao događaj iz Drugog svjetskog rata tijekom borbi u Normandiji. Njemačka pješadija, vozila i tenkovi bili su zatvoreni u Falaiskom džepu od strane saveznika. Dok su pokušavali povući se, savezničko zrakoplovstvo bombardiralo je zaglavljene vojnike. Povlačenje se pretvorilo u bijeg, duž onoga što su Nijemci zvali ”put smrti”.